# Франсиско-де-Орельяна
Франсиско-де-Орельяна (исп. Francisco de Orellana) — один из 4 кантонов эквадорской провинции Орельяна. Площадь составляет 6995 км². Население по данным переписи 2001 года — 42 010 человек, плотность населения — 6 чел/км². Административный центр — город Пуэрто-Франсиско-де-Орельяна.

## География
Расположен в центральной части провинции. Граничит с провинциями Напо (на северо-востоке), Сукумбиос (на севере), Пастаса (на юге), а также с кантонами Лорето (на западе), Агуарико (на востоке) и Хоя-де-лос-Сачас (на севере).